# Luis Torrecilla
Luis Torrecilla, vollständiger Name Luis Alberto Torrecilla Michelle, (* 18. März 1989 in Paysandú) ist ein uruguayischer Fußballspieler.

## Karriere

### Verein
Der 1,73 Meter große Defensivakteur Torrecilla steht mindestens seit der Apertura 2008 im Erstligakader des in Montevideo angesiedelten uruguayischen Klubs River Plate Montevideo. In den Spielzeiten 2009/10, 2011/12, 2012/13 und 2013/14 absolvierte er dort 2 (kein Tor), 8 (2 Tore), 18 (1 Tor) und 20 (kein Tor) Spiele in der Primera División. Für die Saison 2010/11 liegen keine Daten vor. Zudem lief er in der Copa Sudamericana 2013 in vier Begegnungen auf. Ein Tor erzielte er dabei nicht. In der Saison 2014/15 wurde er in zwölf Erstligaspielen (ein Tor) und zwei Begegnungen (kein Tor) der Copa Sudamericana 2014 eingesetzt. Während der Apertura 2015 stehen drei Erstligaeinsätze (ein Tor) für ihn zu Buche. Im Januar 2016 wechselte er innerhalb der Liga zu Liverpool Montevideo. Bis Saisonende lief er bei den Montevideanern in vier Erstligaspielen (kein Tor) auf. Im März 2017 verpflichtete ihn der Zweitligist Canadian Soccer Club. Bislang (Stand: 26. Juli 2017) bestritt er dort acht Zweitligapartien (kein Tor).

### Nationalmannschaft
Torrecilla gehörte auch der uruguayischen U-20-Auswahl an. Trainer Diego Aguirre nominiert ihn im August 2008 für das Aufgebot, das eine Reihe von Freundschaftsspielen in Europa und das Torneo de L’Alcudia in Spanien bestreiten sollte.